# Leonora Milán
Leonora Milán Fé  (Ciudad de México, 19 de agosto de 1981) más conocida como Leonora Milán es bióloga, divulgadora científica y comunicadora mexicana. Es conductora de La hora nacional.

## Biografía
Leonora Milán estudió biología, y realizó estudios de maestría y doctorado en Filosofía de la Ciencia en la UNAM. Inició su carrera en medios de comunicación en el año 2000, en donde ingresa a la estación Radioactivo 98.5. También formó parte de la estación de radio Ibero 90.9 FM, conduciendo el programa Buenos Días, Santa Fe de 2012 a 2015. También colaboró para las plataformas EXA TV, Indio.com, Terra y TrackRecord.
En Foro TV fue conductora del programa Creadores Universitarios, en donde participó de 2013 al año 2020. Genera contenidos y conduce espacios dedicados a la ciencia como Mándarax desde 2015 y habla de música y cultura pop en los programas Voy Con Leos y Los TV Guías en Convoy Network desde 2019.
Es coautora con Alejandra Ortíz Medrano del libro La ciencia de la pancita chelera: Y otras rarezas del cuerpo publicado el año 2020.

## La hora nacional

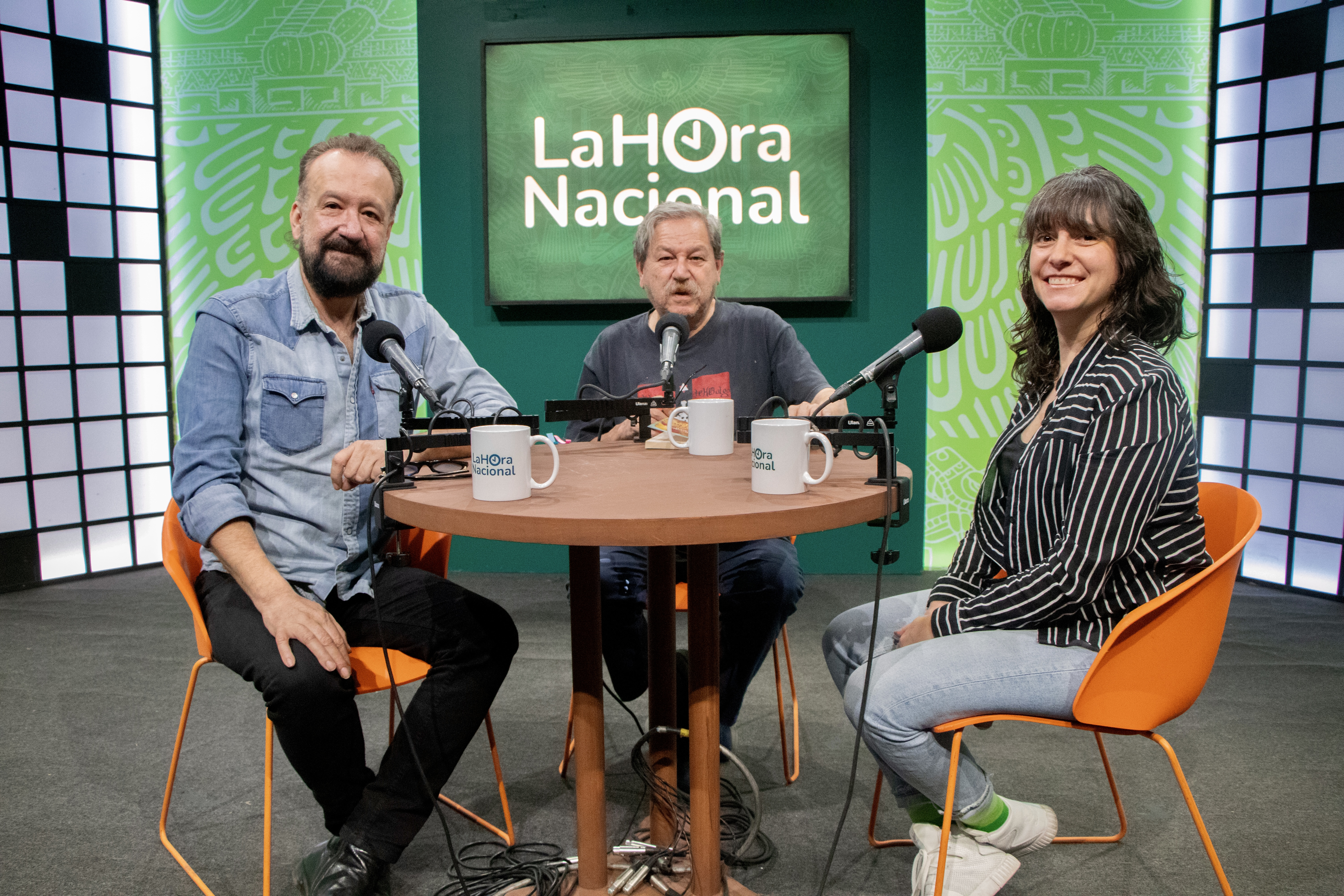
Cha!, Paco Ignacio Taibo II y Leonora Milán en La hora nacional, Canal 11, 2024

Desde finales de 2023 conduce el programa La hora nacional en conjunto con Javier Ramírez "El Cha!" que se transmite de manera simultánea en todas las estaciones del espectro radial de la República Mexicana. Durante 60 minutos los conductores presentan datos científicos, deportivos y culturales, y realizan entrevistas a especialistas de múltiples disciplinas.